# Craig Kinsley
Craig Kinsley (ur. 19 stycznia 1989 w Bridgeport) – amerykański lekkoatleta specjalizujący się w rzucie oszczepem.
W 2012 nie udało mu się awansować do finału igrzysk olimpijskich w Londynie.
Medalista mistrzostw Stanów Zjednoczonych oraz mistrzostw National Collegiate Athletic Association.
Rekord życiowy: 82,31 (9 czerwca 2012, Lisle). 

## Osiągnięcia
| Rok  | Impreza              | Miejsce | Lokata            | Wynik |
| ---- | -------------------- | ------- | ----------------- | ----- |
| 2012 | Igrzyska olimpijskie | Londyn  | el. – 23. miejsce | 78,18 |